# خورخه ارتیگاس
خورخه ارتیگاس (اسپانیایی: Jorge Artigas‎؛ زادهٔ ۱۶ دسامبر ۱۹۷۵) بازیکن فوتبال اهل آرژانتین بود.
از باشگاه‌هایی که در آن بازی کرده‌است می‌توان به باشگاه تیخوانا، باشگاه فوتبال بوتافوگو، باشگاه فوتبال دانوبیو، باشگاه فوتبال شباب الاهلی امارات، و باشگاه فوتبال سرو اشاره کرد.